# 马勒维尔叙勒贝克
马勒维尔叙勒贝克（法語：Malleville-sur-le-Bec，法語發音：[malvil syʁ lə bɛk]，意为“勒贝克上方的马勒维尔”）是法国厄尔省的一个市镇，位于该省北部偏西，属于贝尔奈区。

## 地名
与通常在法语地名中表示“在……河畔”之意的“sur”不同，该地名Malleville-sur-le-Bec中的“sur”意为“在……上方”，表示名为马勒维尔（Malleville）的该地与勒贝克（Le Bec）的位置关系，并以“勒贝克上方的马勒维尔”之名区分其他的“马勒维尔”，且事实上在该地附近也并无“勒贝克河”存在。

## 地理
马勒维尔叙勒贝克（49°14'10"N, 0°44'46"E）面积6.98 平方千米，位于法国诺曼底大区厄尔省，该省份为法国北部内陆省份，北起滨海塞纳省，西接奧恩省和卡爾瓦多斯省，南至厄尔-卢瓦省，东临瓦兹省、瓦兹河谷省和伊夫林省。
与马勒维尔叙勒贝克接壤的市镇（或旧市镇、城区）包括：勒贝克埃卢安、博讷维尔-阿普托、博罗贝尔、蓬托图、圣埃卢瓦德富尔克、蒂耶维尔。
马勒维尔叙勒贝克的时区为UTC+01:00、UTC+02:00（夏令时）。

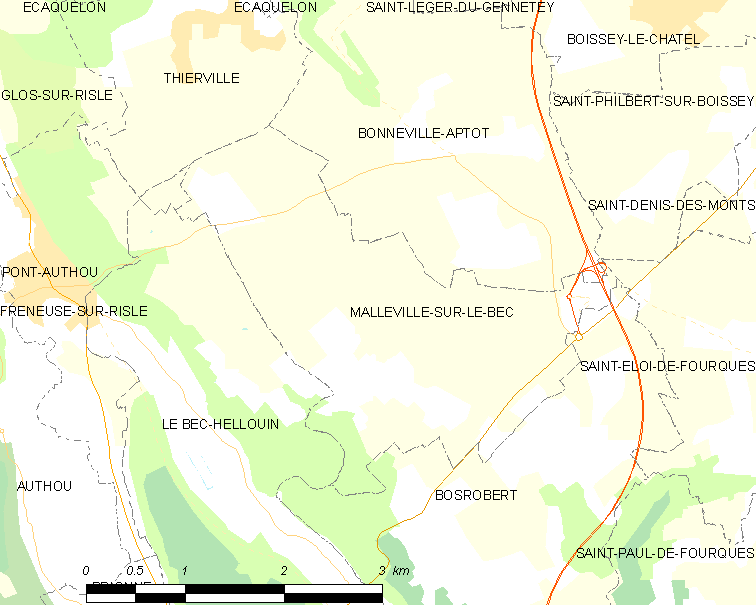
马勒维尔叙勒贝克的OSM定位图

## 行政
马勒维尔叙勒贝克的邮政编码为27800，INSEE市镇编码为27380。

## 政治
马勒维尔叙勒贝克所属的省级选区为布里奥讷县。

## 人口

1962-2008年间马勒维尔叙勒贝克人口变化图示

马勒维尔叙勒贝克于2022年1月1日时的人口数量为269人。